# Breitbach (Mühlenbach)
Der Breitbach ist ein 2,6 km langer, westsüdwestlicher und linker Zufluss des Mühlenbachs im nordrhein-westfälischen Rhein-Sieg-Kreis auf dem Gebiet der Gemeinde Bornheim.

## Geographie

### Verlauf
Der Breitbach entspringt am westlichen Ortsrand von Merten-Trippelsdorf auf einer Höhe von etwa 137 m ü. NHN im Vorgebirge am Rande des NSG Trippelsdorfer Bachtälchen.
Vorrangig in östliche Richtungen abfließend, durchfließt der Bach, teilweise verrohrt, zunächst Merten-Trippelsdorf, dann entlang des Breitnachwegs, bevor er westlich von Sechtem auf ungefähr 67 m ü. NHN linksseitig in den Mühlenbach mündet. Der Bach führt wenig Wasser und fällt gelegentlich ganz trocken.
Aus dem Höhenunterschied von etwa 70,5 Metern errechnet sich ein durchschnittliches Sohlgefälle von 27 ‰.

### Einzugsgebiet
Der Breitbach hat ein 2,6 km² großes Einzugsgebiet, das er über Mühlenbach, Dickopsbach und Rhein zur Nordsee entwässert.
Im Westen des Einzugsgebietes wechseln sich Wälder, Siedlungen und landschaftliche Nutzflächen ab. Im mittleren Bereich dominieren Siedlungen und im Osten Felder und Ackerland.
Sein Einzugsgebiet grenzt
- im Norden an das des Mühlenbachzuflusses Siebenbach
- im Süden an das des Mühlenbaches
- und im Westen an das des Erftzuflusses Swist.

## Geologie und Bodentypen
Der Quellbereich wird durch Terrassen aus Sand und Kies und z. T. schluffigen Gesteine des Känozoikum geprägt. Am Oberlauf dominieren glaukonithaltische Sandgesteine mit Kies, Schluff und glimmerhaltigen Ton aus dem Paläogen. Im Mündungsgebiet kommt Löss und Sandlöss mit schluff- bis feinsandigen Gesteinen des Pleistozäns vor.
Überlagert wird das Gestein von Pararendzina-Böden im Quellbereich und am Oberlauf sowie Parabraunerden am Unterlauf und im Mündungsbereich.